# Václav Mikuláš
Václav Mikuláš (8. nebo 9. dubna 1886 Chrášťany – 7. listopadu 1964 Jesenice) byl československý politik a poslanec Národního shromáždění republiky Československé za Československou stranu národně socialistickou (po roce 1948 nazývanou Československá strana socialistická).

## Biografie
Jako šestnáctiletý učeň vstoupil do národně sociální strany a profiloval se jako řečník a organizátor. Pobýval dlouhodobě ve Vídni, kde působil jako přední funkcionář dolnorakouského výboru národně sociální mládeže. V roce 1912 se vrátil z Vídně domů a převzal po rodičích zemědělské hospodářství v místní části Šátalka v dnešní obci Vestec. Po první světové válce byl veřejně aktivní na obecní úrovni, později v okresní správní komisi. V roce 1924 ho do svého čela zvolila Ústřední jednota československých malozemědělců. V této funkci setrval až do rozpuštění jednoty v roce 1940.
Po parlamentních volbách v roce 1920 získal poslanecké křeslo v Národním shromáždění. Mandát ale získal až dodatečně roku 1923 jako náhradník poté, co byl zbaven mandátu poslanec Theodor Bartošek. Mandát obhájil v parlamentních volbách v roce 1925, parlamentních volbách v roce 1929 i parlamentních volbách v roce 1935. Poslanecký post si oficiálně podržel do zrušení parlamentu roku 1939. Krátce předtím, v prosinci 1938, přestoupil do poslaneckého klubu nově zřízené Strany národní jednoty.
Profesí byl domkář a poslanec. Podle údajů z roku 1935 bydlel v Jesenici u Prahy.
Po osvobození byl v letech 1945–1946 poslancem Prozatímního Národního shromáždění za národní socialisty (respektive jako delegát za Jednotný svaz českých zemědělců, jemuž předsedal). V letech 1946–1948 zastupoval národní socialisty v Ústavodárném Národním shromáždění. V parlamentu setrval i po únorovém převratu v roce 1948, po němž se národně socialistická strana proměnila na Československou stranu socialistickou (ČSS) jako loajální součást komunistického režimu. Ve volbách do Národního shromáždění roku 1948 se za ČSS stal poslancem Národního shromáždění zvoleným ve volebním kraji Mladá Boleslav. V březnu 1950 se vzdal mandátu. Na jeho místo usedla Marie Sedláčková.